# Heliania racemosa
Heliania racemosa is een zachte koraalsoort uit de familie Ellisellidae. De koraalsoort komt uit het geslacht Heliania. Heliania racemosa werd in 1889 voor het eerst wetenschappelijk beschreven door Wright & Studer. 